# The Scarlet Runner
The Scarlet Runner er en amerikansk stumfilm fra 1916 af Wally Van og William P.S. Earle.

## Medvirkende
- Earle Williams som Christopher Race.
- Marguerite Blake som Lady Ivy.
- L. Rogers Lytton som Baron von Hess.
- Charles Kent som James Race.
- Dorothy Kelly som Miss Collingwood.